# بيل غيب
بيل غيب (بالإنجليزية: Bill Gibb)‏ هو مصمم أزياء بريطاني، ولد في 23 يناير 1943 في New Pitsligo ‏ في المملكة المتحدة، وتوفي في 3 يناير 1988 بسبب سرطان القولون.